# Собаки Табака
Собаки Табака — российский музыкальный проект из Москвы. Основан в 1996 году Робертом Остролуцким и Василием Билошицким.

## История
Название проекта «Собаки Табака» придумал Роберт Остролуцкий, после того, как услышал во время летнего отдыха в Севастополе рассказ женщины, которая с аппетитом съела шашлык, а после продавец шашлыка сказал ей, что шашлык был из собачьего мяса.

## Участники проекта

#### Текущие участники
- Роберт «Некто Уровень Черного» Остролуцкий — вокал (также гитара, бас, клавишные и программинг — студийно) (1996—2000, 2005—настоящее время)
- Алексей «Прохор» Мостиев — бас-гитара (также клавишные, программинг, бэк-вокал, терменвокс, балалайка и контрабас) (1998—1999, 2005—настоящее время)
- Александр Цой — гитара (2016—настоящее время)
- Богдан Ивлев - ударные (2024 — настоящее время)

#### Бывшие участники
- Василий Билошицкий — гитара (1996—1999)
- Дмитрий Зенкин — саксофон (1996—1998) [2]
- Евгений Михайлов — виолончель (1996—1998) (группа «Аму-Дарья»)[2]
- Виктор Тимшин — бас-гитара (1996—1998) (группа «Дети Кеннеди»)[2]
- Владимир Ермаков — барабаны (1996—1997) (группа «Э.С.Т.»)[3]
- Ирина «Шейла» Назарова — барабаны (1997—1998, 2000) (умерла 24 апреля 2012)[3]
- Филипп Козенюк — клавишные, бас-гитара (1998—1999; 2006-2009)
- Ольга Инбер — вокал (1998)
- Владимир Епифанцев — металлоконструкции (1998)
- Николай Орса — клавишные, металлоконструкции, программинг (1998)
- Артур Остролуцкий — металлоконструкции (1998—1999)
- Андрей Тюрин — гитара
- Александр Филоненко — барабаны
- Евгений Вороновский — виолончель (Cisfinitum) (2009)
- Алексей Тегин — вокал (Phurpa) (2009)
- Алина Витухновская
- Екатерина Волкова — вокал (2009)
- Пётр Жаворонков — барабаны (2013; 2016)
- Сергей «Улик» Ульянов — гитара (2013—2014; 2020) («швейцарский» состав группы)
- Патрик «Pud» Пиду (Patrick "Pud" Pidoux) — барабаны (2013—2014) («швейцарский» состав группы, группа «The Young Gods»)
- Валентина Векшина — барабаны (2014)
- Роман Суков
- Сергей Храмцевич — баритон-саксофон (2019)
- Кристоф Хан (Kristof Hahn) — слайд-гитара (2019, гость в 2016, 2021) (группа «Swans»)[4]
- Александр «Ящер» Бондаренко — ударные (2018—2024)

## Творчество
«Собаки Табака» дали несколько концертов в спальных районах Москвы и клубах. Програма «Диск-канал» и ночная телепередача «Дрёма» на телеканале ТВ-6 регулярно посвящала выпуски «Собакам Табака». В 1998 г. группа поставила спектакль «Фауст». В конце 90-х Остролуцкий уехал жить в Лондон, и группа прекратила существование.
В 2006 г. был переиздан альбом «В мозг..!» на лейбле «Q-Code». По этому поводу обозреватель журнала Rolling Stone Андрей Бухарин назвал альбом «нашей собственной индустриальной классикой» и писал, что «запись представляет собой бескомпромиссный, мало на что похожий индастриал, причем очень живой, аналоговый, гитарный, с атональными добавками таких неожиданных инструментов, как саксофон и виолончель. К концу альбома группа медленно, но верно съезжает к шумовым эмбиентным пейзажам».
14 мая 2006 года на презентации альбома в клубе Ikra участники проекта встретились вновь,

## Дискография
- 1996 «В мозг..!» (CD 2006 / LP 2014)
- 2007 «Тень света» (CD)
- 2009 «Найду, убью!» (CD)
- 2012 «Новое тело» (CD)
- 2019 «В другой вселенной» (LP)
- 2024 «Чернь» (CD / MC / LP)